# Josh Hart
Joshua Aaron Hart (sinh ngày 6 tháng 3 năm 1995) là một cầu thủ bóng rổ chuyên nghiệp người Mỹ thi đấu cho New York Knicks thuộc Giải bóng rổ nhà nghề Mỹ (NBA). Anh giữ kỷ lục của Knicks về số lần đạt triple double nhiều nhất trong một mùa giải.
Ở cấp độ đại học, Hart chơi bóng cho trường Villanova. Khi còn là sinh viên năm hai, Hart đã được vinh danh là cầu thủ xuất sắc nhất giải đấu Big East. Anh được vinh danh là đội hình 3 toàn nước Mỹ khi còn là cầu thủ năm ba, khi giúp đội Wildcats giành chức vô địch quốc gia năm 2016. Với tư cách là sinh viên cuối cấp vào năm 2017, anh được bầu chọn vào đội hình 1 toàn nước Mỹ. Hart chơi hai mùa giải cho Lakers trước khi được trao đổi sang New Orleans Pelicans vào năm 2019 trong thương vụ lấy Anthony Davis của Lakers. Hart thi đấu ba mùa giải với Pelicans và sau đó được chuyển đến Portland Trail Blazers vào năm 2022. Anh được trao đổi tới New York Knicks vào năm 2023.

## Thời niên thiếu
Hart sinh ngày 6 tháng 3 năm 1995 tại Silver Spring, Maryland, cha là Moses và mẹ là Pat Hart. Anh ấy có hai anh chị em ruột. Hart cũng là cháu chắt của cầu thủ bóng chày Elston Howard. Khi lớn lên, Hart tập trung vào bóng rổ và được biết đến với tư cách là một cầu thủ tràn đầy năng lượng. Mặc dù có thành tích xuất sắc trong môn bóng rổ từ khi còn nhỏ nhưng Hart không nhận được sự quan tâm từ các trường tư thục và đã theo học tại Trường trung học Wheaton. Anh học tại Wheaton một thời gian ngắn trước khi chuyển đến Trường Sidwell Friends. Tại đây, Hart ghi trung bình 20,6 điểm và 11,6 rebound mỗi trận khi còn là học sinh năm 3. Tuy nhiên, anh suýt bị đình chỉ vì điểm kém cho đến khi một số học sinh và phụ huynh gửi đơn thỉnh cầu nhà trường cho anh một cơ hội thứ hai. Khi còn là sinh viên năm cuối, Hart ghi trung bình 24,3 điểm, 13,4 rebound và 2,8 cướp bóng mỗi trận, giúp đội đạt thành tích 22–9. Anh là cầu thủ được  và Rivals.com xếp hạng 82 trong danh sách cầu thủ triển vọng của thế hệ 2013 và được chọn vào đội hình 1 All-Met của The Washington Post.
Sau khi cân nhắc các trường Đại học Rutgers và Penn State, Hart đã ký một lá thư bày tỏ ý định theo học tạiVillanova vào tháng 11 năm 2012. "Vấn đề là tôi phải làm những điều mà huấn luyện viên muốn tôi làm", anh chia sẻ sau khi cam kết theo học. "Tôi có thể không phải là cầu thủ có thể ném được ba điểm quyết định nhưng tôi sẽ là người giành bóng bật bảng khi cả đội cần và sẵn sàng lăn lộn để tranh bóng, bất cứ điều gì để giành chiến thắng."
Anh quen biết đồng đội tương lai của Villanova là Kris Jenkins khi cả hai chơi bóng tại giải AAU khu vực Washington.
Hart đạt đến cấp độ Eagle Scout vào năm 2013 trong Tuyển trạch BSA.

## Sự nghiệp đại học

### Năm nhất
Hart đạt trung bình 7,8 điểm và 4,0 rebound mỗi trận khi còn là sinh viên năm nhất tại Villanova và được chọn vào Đội tân binh toàn Big East năm 2013–14. Anh được vinh danh là Tân binh Big East của tuần tổng cộng 3 lần. Hart không có khả năng ném bóng ấn tượng với tỉ lệ ném 3 chỉ 31% nhưng lại sở hữu "sự tự tin đáng kinh ngạc" theo trợ lý huấn luyện viên Baker Dunleavy. Trong trận đấu thứ hai ở cấp độ đại học, trong chiến thắng 90–59 trước Mount St. Mary's, Hart đã ghi được double-double với 17 điểm và 11 rebound. Anh có 19 điểm, thành tích cao nhất trong mùa giải trong chiến thắng 88–67 trước Rider vào ngày 21 tháng 12 năm 2013. Hart có 18 điểm và 8 rebound trong trận thua trước Seton Hall ở vòng tứ kết giải Big East.

### Năm hai
Hart và đồng đội Darrun Hilliard đều ghi được 20 điểm trong chiến thắng 85–62 trước Temple vào ngày 14 tháng 12 năm 2014. Hart ghi được 21 điểm trong trận đấu với Syracuse vào ngày 20 tháng 12. Trong 4 hiệp chính, Wildcats chưa bao giờ dẫn trước và bị dẫn tới 14 điểm sau 2 hiệp đầu nhưng đã lội ngược dòng để thắng 82-77 ở hiệp phụ. Ngày 28 tháng 2 năm 2015, trong nửa cuối trận đấu với Xavier, Hart bị đánh vào miệng trong lúc tranh giành bóng, dẫn đến việc anh phải khâu môi.
Khi còn là sinh viên năm hai, Hart đã được Big East vinh danh là Cầu thủ xuất sắc nhất năm 2015. Huấn luyện viên trưởng Jay Wright cho biết:"Anh ấy là cầu thủ dự bị chiến lược hoàn hảo vì anh có thể vào sân và chơi ở bất kỳ vị trí, có lẽ ngoại trừ là hậu vệ dẫn bóng". Hart nhận giải cầu thủ xuất sắc nhất của giải bóng rổ nam Big East năm 2015, là cầu thủ dự bị đầu tiên nhận được vinh dự này. Hart là cầu thủ ghi điểm hàng đầu của giải đấu với 17,7 điểm mỗi trận, bao gồm thành tích ghi 20 điểm trong chiến thắng 84–49 trước Marquette tại tứ kết. Anh cải thiện khả năng ném ba điểm của mình lên 47,3%, buộc đối thủ phải theo kèm anh ấy nhiều hơn ở khu vực ngoài vòng 3 điểm. Hart cải thiện điểm số trung bình của mình trong mùa giải lên 10,1 điểm và 4,5 rebound mỗi trận.

### Năm 3

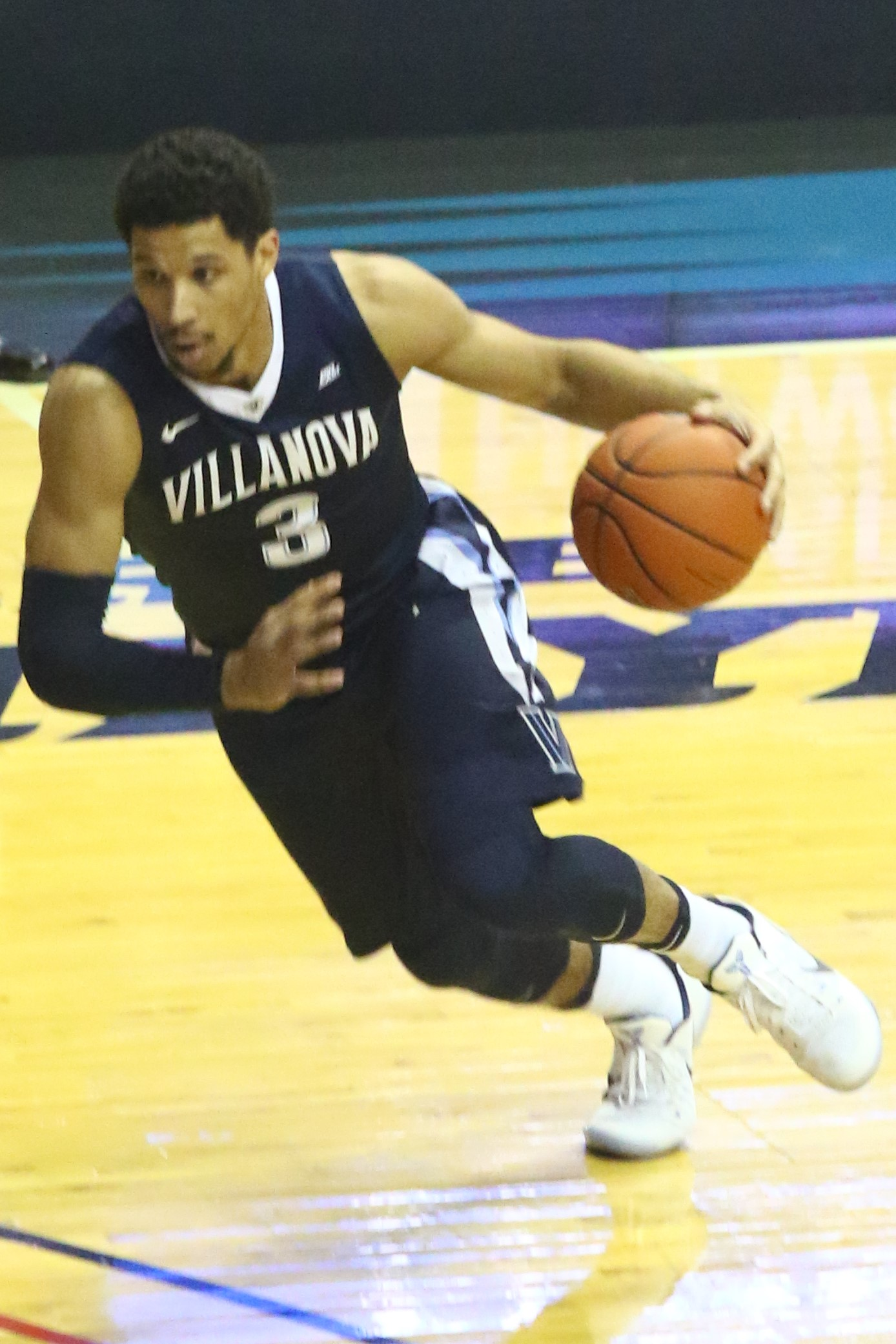
Hart vào năm 3 tại Villanova năm 2017

Đội Wildcats 2015–16 của Hart được nhiều huấn luyện viên nhất trí dự đoán sẽ vô địch liên đoàn. Trong trận đấu mở màn mùa giải NIT, Hart đã ghi được 27 điểm, cao nhất trong sự nghiệp để giúp Villanova đánh bại Akron với tỷ số 75–56. Vào ngày 2 tháng 1 năm 2016, Hart ghi được 25 điểm trong chiến thắng trước Creighton. Hart đã dẫn dắt Wildcats leo lên vị trí số một bảng xếp hạng bóng rổ nam NCAA Division I 2015–16 trong cuộc thăm dò của AP vào ngày 8 tháng 2. Anh ấy được đưa vào danh sách 35 ứng cử viên hàng đầu cho Giải thưởng Cúp Naismith vào ngày 11 tháng 2.
Vào cuối mùa giải chính, Hart đã được đồng thuận lựa chọn vào đội hình toàn Big East. Hart được Hiệp hội huấn luyện viên bóng rổ quốc gia lựa chọn vào đội hình 3 toàn nước Mỹ  Sau đó, anh đã giúp Villanova giành chức vô địch quốc gia thứ hai trong lịch sử trường và là chức vô địch đầu tiên kể từ năm 1985. Trong mùa giải đó, anh ghi trung bình 15,5 điểm, 6,8 rebound và 1,8 kiến tạo mỗi trận. Hart từng có ý định tham dự NBA draft năm 2016 nhưng đã rút tên mình ra ngay trước thời hạn.

### Năm 4
Khi bước vào mùa giải cuối cùng, các huấn luyện viên đã dự đoán Hart cùng đội Wildcats sẽ giành chiến thắng tại Big East và ánhẽ được vinh danh là Cầu thủ xuất sắc nhất trước mùa giải. Anh được vinh danh trong đội hình toàn Mỹ trước mùa giải của Associated Press vào ngày 2 tháng 11 năm 2016.
Vào tháng 11, Hart đã ghi được 30 điểm, thành tích cao nhất trong sự nghiệp trước Wake Forest, giành chiến thắng 96–77 trong giải đấu Charleston Classic. Vào ngày 10 tháng 12, Hart ghi được 37 điểm, cao nhất trong sự nghiệp cùng 11 rebound và 4 kiến tạo trong chiến thắng 74–66 trước Notre Dame để đưa Villanova lên thành tích 10–0, đứng ở vị trí số 1.
Vào ngày 11 tháng 3 năm 2017, trong trận cuối mùa giải chính với Creighton Bluejays, Hart ghi được 29 điểm, giúp đội thắng 74–60.  Không giống như mùa giải trước, sự nghiệp của Hart tại Villanova đã kết thúc trong sự thất vọng. Bronson Koenig là đầu tàu của Wisconsin Badgers, đánh bại Hart và các cầu thủ Wildcats với tỉ số 65–62 ở vòng 2 vòng đấu loại trực tiếp.

## Sự nghiệp chuyên nghiệp

### Los Angeles Lakers (2017–2019)
Hart được Utah Jazz lựa chọn ở vòng 1, lượt 30 tại NBA draft năm 2017. Sau đó, Jazz đổi anh và lượt chọ thứ 42 của đội là Thomas Bryant để đổi lấy lượt chọn thứ 28 của Lakers là Tony Bradley. Trong lần ra sân trong đội hình chính đầu tiên vào ngày 14 tháng 12 năm 2017, Hart đã ghi được double-double trước Cleveland Cavaliers với 11 điểm và 10 rebound. Hart bị gãy tay trái trong buổi tập ngày 28 tháng 2 và phải ngồi ngoài cho đến cuối tháng 3. Trong trận đấu cuối cùng của mùa giải đầu tiên, Hart đã ghi được 30 điểm trước Los Angeles Clippers, cao nhất trong sự nghiệp, ném thành công 7 trong số 9 cú ném ba điểm. Hart kết thúc mùa giải với trung bình 7,9 điểm và 4,2 rebounds mỗi trận, ghi được 8 double-double. Hart có tỷ lệ ném ba điểm thành công là 39,6%, dẫn đầu đội về tỷ lệ ném ba điểm.
Hart được vinh danh là MVP của NBA Summer League 2018 sau khi đạt trung bình 24,2 điểm và 5,2 rebound mỗi trận, lập kỷ lục mới là cầu thủ Lakers ghi điểm 1 trận cao nhất tại Summer League với 37 điểm. Trước mùa giải 2018–19, anh đổi số áo từ số 5 sang số 3. Vào ngày 28 tháng 3 năm 2019, Lakers thông báo rằng Hart được phẫu thuật cắt lọc siêu âm thành công ở gân bánh chè đầu gối phải và dự kiến sẽ bỏ lỡ phần còn lại của mùa giải 2018–19.

### New Orleans Pelicans (2019–2022)
Vào ngày 6 tháng 7 năm 2019, Lakers đã trao đổi Hart, Lonzo Ball, Brandon Ingram, quyền lựa chọn De'Andre Hunter, hai lượt chọn vòng 1, đổi 1 lựa chọn vòng 1 và tiền mặt cho New Orleans Pelicans để lấy cầu thủ đẳng cấp All-Star Anthony Davis.
Vào ngày 16 tháng 2 năm 2021, Hart đã ghi được 27 điểm, cao nhất mùa giải và 9 rebound trong chiến thắng 144–113 trước Memphis Grizzlies.
Vào ngày 13 tháng 11 năm 2021, Hart có được 11 kiến tạo, cao nhất trong sự nghiệp trong chiến thắng 112–101 trước Memphis Grizzlies.

### Portland Trail Blazers (2022–2023)
Vào ngày 8 tháng 2 năm 2022, Portland Trail Blazers đã lấy Josh Hart, Nickeil Alexander-Walker, Tomáš Satoranský, Didi Louzada, lượt chọn vòng 1 2022, lượt chọn vòng 2 2026 cao hơn của New Orleans và Portland và lượt chọn vòng 2 2027 của New Orleans từ New Orleans Pelicans để đổi lấy CJ McCollum, Larry Nance Jr. và Tony Snell. Vào ngày 12 tháng 3, Hart ghi được 44 điểm, cao nhất trong sự nghiệp, cùng với 8 rebound và 6 kiến tạo, tỉ lệ ném 15 trên 21 và 6 trên 9 ném 3 điểm trong chiến thắng 127–118 trước Washington Wizards.
Vào ngày 7 tháng 11 năm 2022, Hart ghi được 12 điểm, 9 rebound và 8 kiến tạo, cùng với pha ghi điểm buzzer-beater quyết định trong trận thắng 110–107 trước Miami Heat.

### New York Knicks (2023–nay)

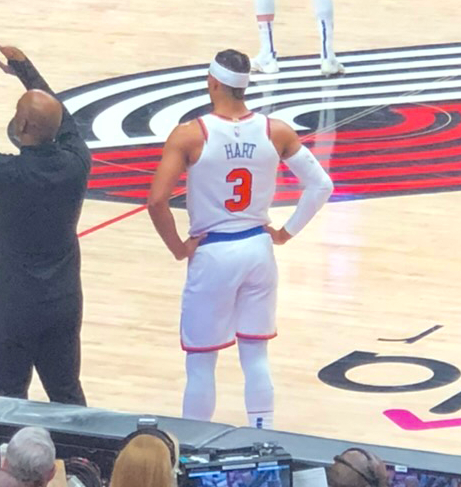
Hart đứng cạnh HLV cũ Chauncey Billups trong trận đấu trước Trail Blazers năm 2024.

Vào ngày 8 tháng 2 năm 2023, Trail Blazers đã đạt được thỏa thuận trao đổi Hart với New York Knicks để lấy Cam Reddish, Ryan Arcidiacono, Sviatoslav Mykhailiuk và các lượt chọn được cân nhắc. Ngày hôm sau, thỏa thuận được đàm phán lại thành một cuộc trao đổi giữa bốn đội Trail Blazers, Knicks, Philadelphia 76ers và Charlotte Hornets, với Knicks nhận Hart, Trail Blazers nhận Arcidiacono, Reddish, Matisse Thybulle và các lượt chọn, 76ers nhận Jalen McDaniels và Hornets nhận Mykhailiuk. Vào ngày 11 tháng 2, Hart đã có trận ra mắt Knicks, ghi được 11 điểm, 4 kiến tạo và 7 rebound trong chiến thắng 126–120 trước Utah Jazz. Vào ngày 16 tháng 4, Hart đã có lần đầu tiên trong sự nghiệp ra sân tại playoff, ghi được double-double gồm 17 điểm, 10 rebound, 2 kiến tạo và 1 cướp bóng trong chiến thắng ở trận 1 trước Cleveland Cavaliers.
Vào ngày 10 tháng 8 năm 2023, Hart đã ký hợp đồng gia hạn gồm bốn năm với trị giá 81 triệu đô la với Knicks. Vào ngày 30 tháng 1 năm 2024, Hart đã ghi được triple-double đầu tiên trong sự nghiệp với 10 điểm, 10 rebound và 10 kiến tạo trong chiến thắng 118–103 trước Utah Jazz. Vào ngày 8 tháng 2, Hart đã có được triple-double thứ hai trong sự nghiệp với 23 điểm, 10 rebound và 12 kiến tạo trong trận thua 122–108 trước Dallas Mavericks. Vào ngày 26 tháng 2, Hart đã có một cú layup quyết định, mang lại chiến thắng 113–111 trước Detroit Pistons. Vào ngày 18 tháng 3, Hart đã chơi trọn vẹn 48 phút trong chiến thắng trước Golden State Warriors. Anh cùng với Clyde Frazier và Jerry Lucas là những cầu thủ duy nhất trong lịch sử đội bóng đạt được thành tích này. Vào ngày 20 tháng 4, trong trận 1 vòng 1 trước Philadelphia 76ers, Hart ghi được 22 điểm và 13 rebound trong chiến thắng 111–104.
Vào ngày 30 tháng 12 năm 2024, Hart có triple-double thứ ba với 23 điểm, 15 rebound và 10 kiến tạo trong chiến thắng 126–106 trước Washington Wizards. Trong trận đấu tiếp theo vào ngày 1 tháng 1 năm 2025, Hart lại ghi được triple-double với 15 điểm, 14 rebound và 12 kiến tạo trong chiến thắng 119–103 trước Utah Jazz. Anh trở thành cầu thủ thứ năm trong lịch sử Knicks ghi được triple-double trong 2 trận liên tiếp, cùng với Richie Guerin, Jerry Lucas, Walt Frazier và Micheal Ray Richardson. Vào ngày 25 tháng 3, Hart ghi được 16 điểm, 12 rebound và 11 kiến tạo trong chiến thắng 128–113 trước Dallas Mavericks, lập kỷ lục đội bóng về số lần đạt được triple-double nhiều nhất trong một mùa giải với tổng cộng 9 lần.
Vào ngày 12 tháng 5 năm 2025, Hart đã được trao giải thưởng "Cầu thủ dẫn đầu số phút thi đấu" hàng năm của NBA mùa giải 2024-25, với trung bình 37,6 phút mỗi trận. Trong Trận 6 của Bán kết miền Đông, Hart ghi được 10 điểm, 11 rebound và 11 kiến tạo trong chiến thắng 119–81 trước nhà đương kim vô địch Boston Celtics. Đây là triple-double được ghi tại vòng play-off thứ ba trong lịch sử đội và là triple-double đầu tiên kể từ Walt Frazier làm được năm 1972.

## Sự nghiệp đội tuyển quốc gia
Hart là thành viên của đội tuyển quốc gia Hoa Kỳ tham dự Giải bóng rổ FIBA World Cup năm 2023. Anh dẫn đầu đội về số rebound tại giải với trung bình 5,3 rebound mỗi trận. Tuy nhiên, Đội tuyển Hoa Kỳ chỉ cán đích ở vị trí thứ tư.

## Thống kê sự nghiệp

### NBA

#### Mùa giải chính
| Năm     | Đội         | GP  | GS  | MPG   | FG%  | 3P%  | FT%  | RPG | APG | SPG | BPG | PPG  |
| ------- | ----------- | --- | --- | ----- | ---- | ---- | ---- | --- | --- | --- | --- | ---- |
| 2017–18 | L.A. Lakers | 63  | 23  | 23.2  | .469 | .396 | .703 | 4.2 | 1.3 | .7  | .3  | 7.9  |
| 2018–19 | L.A. Lakers | 67  | 22  | 25.6  | .407 | .336 | .688 | 3.7 | 1.4 | 1.0 | .6  | 7.8  |
| 2019–20 | New Orleans | 65  | 16  | 27.0  | .423 | .342 | .739 | 6.5 | 1.7 | 1.0 | .4  | 10.1 |
| 2020–21 | New Orleans | 47  | 4   | 28.7  | .439 | .326 | .775 | 8.0 | 2.3 | .8  | .3  | 9.2  |
| 2021–22 | New Orleans | 41  | 40  | 33.5  | .505 | .323 | .753 | 7.8 | 4.1 | 1.1 | .3  | 13.4 |
| 2021–22 | Portland    | 13  | 13  | 32.1  | .503 | .373 | .772 | 5.4 | 4.3 | 1.2 | .2  | 19.9 |
| 2022–23 | Portland    | 51  | 51  | 33.4  | .504 | .304 | .731 | 8.2 | 3.9 | 1.1 | .2  | 9.5  |
| 2022–23 | New York    | 25  | 1   | 30.0  | .586 | .519 | .789 | 7.0 | 3.6 | 1.4 | .5  | 10.2 |
| 2023–24 | New York    | 81  | 42  | 33.4  | .434 | .310 | .791 | 8.3 | 4.1 | .9  | .3  | 9.4  |
| 2024–25 | New York    | 77  | 77  | 37.6* | .525 | .333 | .776 | 9.6 | 5.9 | 1.5 | .4  | 13.6 |
| Tổng    | Tổng        | 530 | 289 | 30.4  | .471 | .342 | .753 | 7.0 | 3.2 | 1.0 | .3  | 10.3 |

#### Vòng loại trực tiếp
| Năm  | Đội      | GP | GS | MPG  | FG%  | 3P%  | FT%  | RPG  | APG | SPG | BPG | PPG  |
| ---- | -------- | -- | -- | ---- | ---- | ---- | ---- | ---- | --- | --- | --- | ---- |
| 2023 | New York | 11 | 5  | 32.1 | .479 | .313 | .636 | 7.4  | 2.2 | .8  | .3  | 10.4 |
| 2024 | New York | 13 | 13 | 42.1 | .440 | .373 | .729 | 11.5 | 4.5 | 1.0 | .8  | 14.5 |
| Tổng | Tổng     | 24 | 18 | 37.5 | .455 | .352 | .700 | 9.6  | 3.5 | .9  | .5  | 12.6 |

### Đại học
| Năm     | Đội       | GP  | GS | MPG  | FG%  | 3P%  | FT%  | RPG | APG | SPG | BPG | PPG  |
| ------- | --------- | --- | -- | ---- | ---- | ---- | ---- | --- | --- | --- | --- | ---- |
| 2013–14 | Villanova | 34  | 1  | 21.4 | .500 | .313 | .677 | 4.4 | .9  | .6  | .3  | 7.8  |
| 2014–15 | Villanova | 36  | 2  | 25.5 | .515 | .464 | .670 | 4.5 | 1.5 | 1.1 | .4  | 10.1 |
| 2015–16 | Villanova | 40  | 39 | 31.4 | .513 | .357 | .752 | 6.8 | 1.9 | 1.2 | .3  | 15.5 |
| 2016–17 | Villanova | 36  | 35 | 33.1 | .510 | .404 | .747 | 6.4 | 2.9 | 1.6 | .3  | 18.7 |
| Career  | Career    | 146 | 77 | 28.0 | .511 | .389 | .720 | 5.6 | 1.8 | 1.1 | .3  | 13.2 |

## Giải thưởng và danh hiệu
Trường cao đẳng
- Hướng đạo sinh đại bàng (2013  )
- Nhà vô địch NCAA ( 2016 )

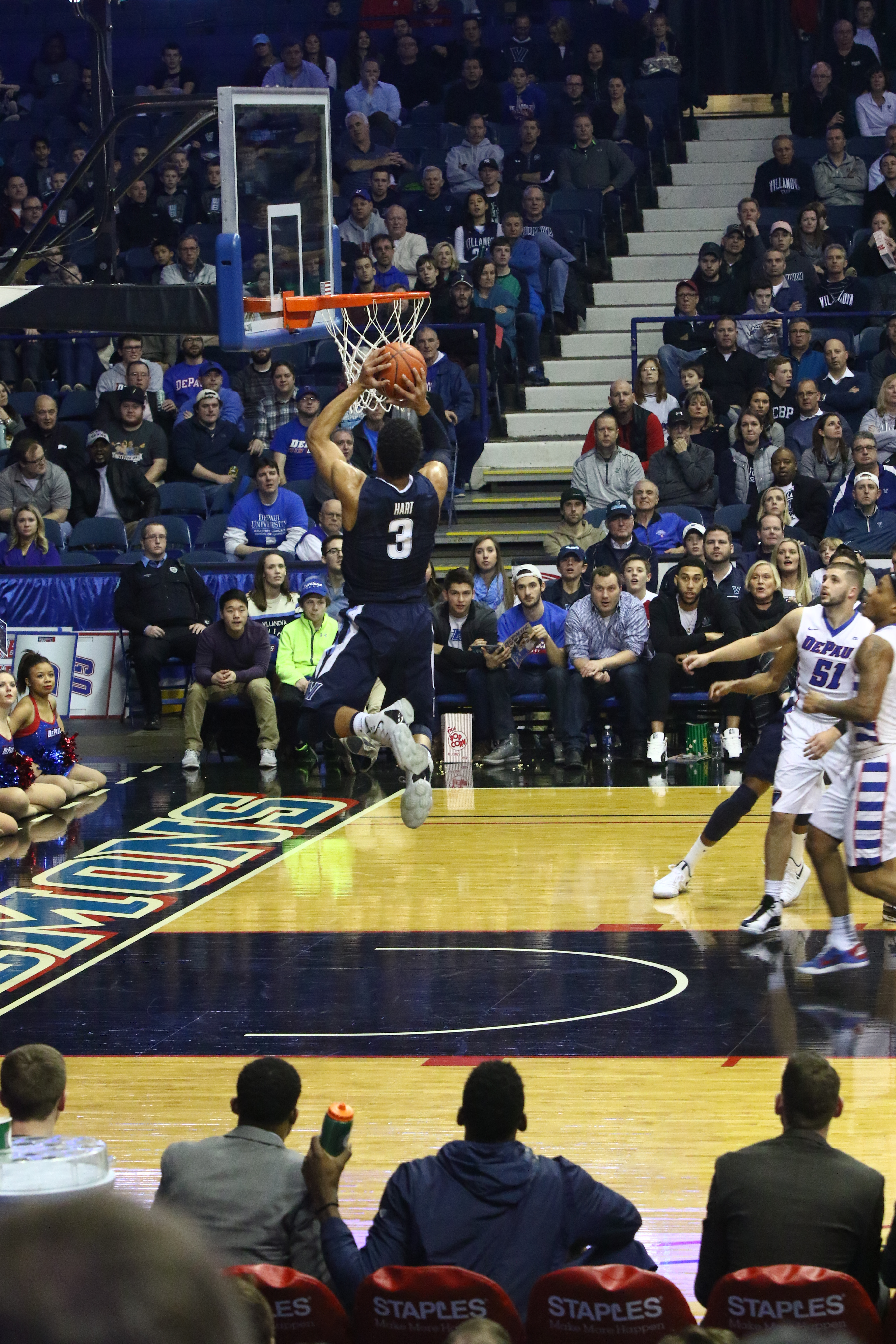
Hart úp rổ, năm 2017

- Cầu thủ xuất sắc nhất năm của Big East (2017)
- Giải thưởng Julius Erving (2017)
- Đội hình toàn Mỹ đầu tiên – SN ( 2017 )
- Đội thứ ba toàn Mỹ ( 2016 )
- Đội hình tiêu biểu toàn Big East (2016, 2017)
- Giải đấu Big East MOP ( 2015 )
- Người đàn ông thứ sáu của năm ở Big East (2015)
- Giải thưởng Robert V. Geasey (2017)

## Cuộc sống cá nhân
Hart thường chơi trò chơi điện tử chẳng hạn như Call of Duty: Modern Warfare trên kênh Twitch của mình.
Anh là người hâm mộ đội bóng bầu dục Mỹ tại quê nhà là Washington Commanders và câu lạc bộ bóng đá Ngoại hạng Anh Chelsea
Vào tháng 10 năm 2020, Hart đã quyên góp 10.000 đô la cho nỗ lực cứu trợ cháy rừng ở Thung lũng Napa.
Hart đã kết hôn với Shannon Phillips, có hai cậu con trai sinh đôi sinh vào tháng 5 năm 2023. Anh của ông của Hart là cựu cầu thủ New York Yankee Elston Howard.